# Дашкевич, Адам Григорьевич
Адам Григорьевич Дашкевич (8 июня 1895 года, г. Гродно — 20 апреля 1953 года, г. Солнечногорск, Московская область) — советский и польский военный деятель, полковник ВС СССР и Народного Войска Польского.

## Начальная биография
Адам Григорьевич Дашкевич родился 8 июня 1895 года в городе Гродно.
Работал учеником и телеграфистом в почтово-телеграфной конторе города Гродно (чиновником 1-го разряда).

## Военная служба

### Первая мировая и гражданская войны
В августе 1915 года призван в ряды Русской императорской армии и направлен в 50-й пехотный запасной батальон, в составе которого окончил учебную команду и в ноябре того же года переведён рядовым в 218-й запасной пехотный полк. С декабря того же года учился в Телавской школе прапорщиков, после окончания которой в марте 1916 года направлен на Кавказ, где в июне назначен младшим офицером учебной команды 116-го запасного пехотного батальона, дислоцированного в г. Ахалцих.
С ноября 1916 года А. Г. Дашкевич служил младшим офицером и командиром роты в составе Георгиевского 264-го пехотного полка (66-я пехотная дивизия, 4-й Кавказский армейский корпус) и принимал участие в боевых действиях в районе города Муш и на реке Евфрат. После Февральской революции полк передислоцирован в Персидский Курдистан за озеро Урмия. В конце 1917 года А. Г. Дашкевич убыл с фронта в Россию и в марте 1918 года демобилизован в чине прапорщика.
В начале сентября 1918 года прибыл в Самару, где добровольно призван в РККА и направлен в 1-й Самарский советский полк, а затем переведён во 2-й Симбирский стрелковый полк в составе 24-й стрелковой дивизии, после чего принимал участие в боевых действиях на Восточном фронте против войск под командованием А. И. Дутова, А. В. Колчака и В. О. Каппеля. С марта 1920 года служил командиром батальона и начальником разведки 7-го Туркестанского стрелкового полка (1-я Туркестанская стрелковая дивизия) и принимал участие в боях против войск под командованием Эмира Бухарского.

### Межвоенное время
В октябре 1920 года А. Г. Дашкевич направлен на учёбу на основной факультет Военной академии РККА, после окончания которого в августе 1923 года — на Специальный факультет этой же академии. По окончании специального факультета в августе 1925 года направлен в Разведывательное управление Штаба РККА, где служил на должностях начальника технического бюро и помощника начальника 6-й части 3-го (информационно-статистического) отдела.
В марте 1926 года назначен на должность для поручений в Управлении делами Наркомвоенмора и РВС СССР, в сентябре того же года — на должность начальника 1-й (оперативной) части штаба 3-й стрелковой дивизии (Украинский военный округ), в сентябре 1930 года — на должность преподавателя тактики на курсах «Выстрел», в апреле 1931 года — на должность начальника штаба 17-й стрелковой дивизии (Московский военный округ), а в ноябре 1933 года — на должность помощника начальника штаба 8-го стрелкового корпуса, дислоцированного в Житомире.
В ноябре 1935 года направлен на учёбу военно-исторический факультет Военной академии имени М. В. Фрунзе, после окончания которого в декабре 1936 года переведён в Академию Генштаба РККА. По окончании 2-го курса в феврале 1938 года назначен на должность старшего преподавателя в Военно-хозяйственной академии имени В. М. Молотова, однако приказом НКО СССР от 9 сентября 1938 года полковник А. Г. Дашкевич уволен в запас по ст.43, п. «б», после чего работал преподавателем военных предметов в Харьковском государственном университете.
Приказом НКО СССР от 17 августа 1939 года А. Г. Дашкевич восстановлен в кадрах РККА и назначен на должность преподавателя кафедры общей тактики Военной академии имени М. В. Фрунзе.

### Великая Отечественная война
С началом войны находился на прежней должности.
В октябре 1941 года назначен на должность начальника оперативного отдела штаба Харьковского военного округа, в январе 1942 года — на ту же должность штаба Сталинградского военного округа, а в мае — на должность коменданта 53-го укреплённого района, который с июля вёл боевые действия в районе Сторожевое 1-е. 10 сентября был ранен. В октябре 1942 года на базе 53-го укреплённого района начала формирование 270-я стрелковая дивизия, а полковник А. Г. Дашкевич назначен командиром. В конце октября 973-й стрелковый и 810-й артиллерийский полки дивизии заняли оборонительный рубеж в районе Осиновка на реке Дон южнее Воронежа с целью обеспечения стыка 6-й и 40-й армий. 22 ноября полковник А. Г. Дашкевич «за халатное руководство частями» отстранён от занимаемой должности и зачислен в распоряжение Военного совета Воронежского фронта и в декабре назначен заместителем командира 25-й гвардейской стрелковой дивизии, ведшей оборонительные боевые действия на сторожевском плацдарме и с 12 января 1943 года принимавшей участие в ходе Острогожско-Россошанской, Воронежско-Касторненской и Харьковской наступательных и оборонительной, Донбасской, Нижнеднепровской наступательных операций. В период со 2 августа по 6 сентября 1943 года исполнял обязанности командира 25-й гвардейской стрелковой дивизии.
В конце сентября 1943 года назначен на должность преподавателя кафедры общей тактики Военной академии имени М. В. Фрунзе, а 27 июня 1944 года откомандирован в распоряжение Военного совета 1-й армии Войска польского и 8 июля назначен на должность заместителя командира 2-й Варшавской пехотной дивизии по строевой части, однако 8 сентября 1944 года переведён на должность начальника штаба 2-й армии Войска Польского, на которой находился по 10 апреля 1945 года . Полковник Войска Польского (в некоторых источниках его ошибочно называют генералом бригады, путая с генералом Вацлавом Дашкевичем).
27 апреля 1945 года назначен на должность начальника Высшей Польской офицерской школы.

### Послевоенная карьера
После окончания войны находился на прежней должности.
27 октября 1945 года зачислен в распоряжение Управления кадров НКО и в декабре направлен в Военную академию имени М. В. Фрунзе, где назначен на должность старшего преподавателя кафедры общей тактики, в феврале 1948 года — на должность старшего преподавателя по оперативно-тактической подготовке и тактического руководителя учебной группы факультета заочного обучения.
В августе 1949 года переведён на курсы «Выстрел» и назначен на должность старшего преподавателя тактики, а в марте 1951 года — на должность заместителя начальника цикла тактики.
Полковник Адам Григорьевич Дашкевич скоропостижно умер 20 апреля 1953 года в городе Солнечногорск Московской области.

## Награды
- Орден Ленина (21.02.1945);
- Два ордена Красного Знамени (03.11.1944, 15.11.1950);
- Орден Красной Звезды (03.10.1944);
- Медали.

### На русском языке
- Великая Отечественная. Комдивы : военный биографический словарь / [Д. А. Цапаев и др. ; под общ. ред. В. П. Горемыкина] ; М-во обороны Российской Федерации, Гл. упр. кадров, Гл. упр. по работе с личным составом, Ин-т военной истории Военной акад. Генерального штаба, Центральный архив. — М. : Кучково поле, 2014. — Т. III. Командиры стрелковых, горнострелковых дивизий, крымских, полярных, петрозаводских дивизий, дивизий ребольского направления, истребительных дивизий (Абакумов — Зюванов). — С. 795—796. — 1102 с. — 1000 экз. — ISBN 978-5-9950-0382-3.
- Штыков Н.Г. Глава 4. На земле Украины // Полк принимает бой. Военные мемуары. — М.: Военное издательство министерства обороны СССР, 1979.

### На польском языке
- Encyklopedia II wojny światowej. — Warszawa: MON, 1975.
- Maciej Szczurowski. Dowódcy Wojska Polskiego na froncie wschodnim 1943—1945. Słownik biograficzny. — wyd. II uzupełnione. — Pruszków: Oficyna Wydawnicza «Ajaks», 1996. — ISBN 83-87103-08-X.
- Edward Jan Nalepa. Oficerowie Armii Radzieckiej w Wojsku Polskim w latach 1943—1968. — Warszawa: Wyd. WIH, 1995.
- Kazimierz Kaczmarek. Druga Armia Wojska Polskiego. — Warszawa: Wydawnictwo Ministerstwa Obrony Narodowej, 1978.